# Лемберг, Владимир Константинович
Владимир Константинович Лемберг (21 июля 1919, Москва — 22 июня 1998, Челябинск-40, Челябинская область) — советский и российский ученый, военврач-хирург (1941—1945), майор медицинской службы, член ВКП(б) с 1942 г., один из создателей радиологии в СССР, внес вклад в развитие радиационной медицины, патоморфологии и патогенеза лучевых поражений, радиационной гигиены, дозиметрии внешнего и внутреннего облучения, токсикологии, профессиональной патологии, радиохимии и генетики. Начальник биолаборатории ПО «Маяк» (1950—1955), директор Филиала № 1 института биофизики (ФИБ-1) (1965—1985), почетный гражданин города Озерска. Кандидат медицинских наук (1961), старший научный сотрудник (1962).

## Сфера научных интересов
Основное направление научной деятельности — радиотоксикология. Впервые создал представление о морфологической картине лучевой болезни человека.

## Биография
Владимир Константинович родился в Москве, в семье служащих. Родители —  Лемберг Константин Фёдорович и Лемберг (Терешина) Наталья Артамоновна. Жили по адресу Москва, Сокольническая наб., 30, кв. 6 по соседству с семьей Г. М. Кржижановского, проживавшей в кв. 4, с которыми поддерживали дружеские отношения. По окончании средней школы № 517 (1937) поступил на лечебный факультет 1-го Московского медицинского института.

### В годы Великой Отечественной войны
В качестве военного врача прошёл путь от командира санитарной роты полка в битве под Москвой до начальника медсанчасти эвакогоспиталя при освобождении Прибалтики.
После начала Великой Отечественной войны четвертый курс (специальность «Хирургия») был выпущен досрочно, и уже 7 октября 1941 г. был призван на фронт, а 16 октября был уже в воинской части на должности младшего врача санитарной роты 5-й стрелковой дивизии (с 1942 — 158-я СД). Участник битвы за Москву. Командир санитарной роты в составе 875-го стрелкового полка 158-й СД на Калининском фронте, где в ходе битвы подо Ржевом «проявил исключительную работоспособность и самоотверженность» в организации первой медицинской помощи раненым бойцам и командирам, за что получил медаль «За боевые заслуги», самую ценную для себя награду. С 1943 — капитан, командир медицинской роты отдельного медико-санитарного батальона дивизии.
Владимир Константинович внедрил в своей хирургической практике метод капельного переливания крови, который снизил вероятность смерти раненых от болевого шока. В полевых условиях войны он «проводил большую работу как доверенный прозектор и врач-эксперт дивизии», то есть выполнял патологоанатомические вскрытия и проводил судебно-медицинскую экспертизу, стремясь установить причины смерти и личность каждого погибшего. За «образцовое руководство медицинской ротой в период боевых операций дивизии» награжден в марте 1944 г. орденом «Красной звезды». С марта 1944 — майор, начальник медицинской части эвакогоспиталя № 1105. В сентябре 1944 г. награжден орденом Отечественной войны II степени.
Боевой путь закончил в Кёнигсберге.

### После войны
Ещё в 1944 г. Владимир Константинович подал документы в Военно-медицинскую академию в Ленинграде и был её слушателем с июня по октябрь 1945 г. В октябре 1945 г. демобилизовался по состоянию здоровья в звании майора медицинской службы, поступил в аспирантуру 1-го Московского медицинского института (научный руководитель академик А. И. Абрикосов). В аспирантуре  (1948) был вынужден сдать государственные экзамены на звание врача из-за неясного статуса дипломов 1941 года (во время сдачи экзаменов приказом министра здравоохранения СССР действительность дипломов была подтверждена). Имея за плечами опыт фронтового патологоанатома, В. К. Лемберг выбрал кафедру патологической анатомии. В период обучения в аспирантуре проявил большой интерес к разрабатываемому тогда методу реконструкции генетических патологий и результатам анализа посмертной картины заболевания.

### Химкомбинат «Маяк»
В июне 1949 г. был направлен в г. Челябинск-40 в качестве научного сотрудника Центральной заводской лаборатории (ЦЗЛ) химкомбината «Маяк». В 1951 г. назначен начальником биологического отдела ЦЗЛ, занимался биологическими экспериментами, изучая аспекты радиационной патологии, а позднее биофизики, биохимии, а также воздействия радиации на живые организмы. Проводил исследования радиационного воздействия на лабораторных животных, что помогло выявить закономерности развития радиационных заболеваний и сравнить схожий патогенез у человека.
Наряду с этим экспериментальная деятельность В. К. Лемберга была связана с изучением радиационных последствий техногенного воздействия на окружающую среду, а именно с загрязнением побережья вдоль реки Течи в первый период эксплуатации химкомбината «Маяк». Результатом этой работы было выявление патологических процессов у животных в зависимости от накопленных доз на пострадавшей территории.
Одновременно В. К. Лемберг работал по совместительству в медицинско-санитарном отделе № 71 (МСО-71) патологоанатом, не пропуская ни одного вскрытия облученных профбольных, что помогло ему затем установить взаимосвязь смертей от радиационных поражений. В эти годы он одним из первых выполнил столь подробные и тщательные исследования трех случаев хронической лучевой болезни, семь описанных наблюдений острой лучевой болезни, а также первых случаев «постлучевых трансформаций апластического процесса в лейкоз».

### ФИБ-1
Приказом А. И. Бурназяна от 6 мая 1953 г. на базе 2-го терапевтического отделения МСО-71 был создан филиал клинического отдела Института биофизики МЗ СССР (зав. филиалом — Г. Д. Байсоголов). В 1955 году это научное подразделение было объединено с биологической лабораторией ЦЗЛ Химкомбината «Маяк» (заведующий — В. К. Лемберг), в его состав был включен также ряд сотрудников расформированной Лаборатории «Б» (Челябинск — 70, ныне Снежинск). Новое учреждение стало именоваться Филиалом № 1 Института биофизики Минздрава СССР (ФИБ-1). Из-за отсутствия научной степени В. К. Лемберг не мог занять пост руководителя ФИБ-1, хотя его кандидатура рассматривалась на эту должность. Благодаря опыту работы в биологическом отделе ЦЗЛ он был назначен заведующим экспериментальным отделом ФИБ-1. В 1961 г. В. К. Лемберг защитил кандидатскую диссертацию по теме «Материалы к патологической анатомии острой лучевой болезни человека».

…Он достаточно редко писал статьи, потому что интерес к проведенному исследованию ограничивался полученными результатами. Даже диссертацию подготовил под давлением А. К. Гуськовой и Р. Е. Либинзон. По мнению академика Краевского, диссертация Владимира Константиновича была достойна степени доктора наук.— Д.м.н., профессор Н. А. Кошурникова.
В том же году он был избран научным коллективом на должность старшего научного сотрудника, что дало ему право готовить своих учеников в области экспериментальной радиобиологии. С 1 марта 1965 г. (после переезда директора ФИБ-1 Б. Д. Байсоголова в Обнинск), Владимир Константинович Лемберг назначен и.о. директора Филиала № 1 Института биофизики Минздрава СССР, 28.12.1966 г. утвержден в должности.
За время руководства институтом В. К. Лембергом был создан репозиторий органов умерших профбольных (ныне Российский Радиобиологический репозиторий тканей человека, РРТЧ), построен питомник для разведения лабораторных животных, который обеспечил непрерывную научно-исследовательскую деятельность ученых в проведении биологических экспериментов с радиацией. Научная апробация результатов биологических экспериментов способствовала обобщению медицинских знаний o лучевых поражениях животных и человека.

РРТЧ создан на основе архивных тканей, взятых при аутопсии работников ПО «Маяк», умерших в 1950—1990-е гг. и по настоящее время и содержит более 260000 биологических образцов от 8100 лиц. Для сравнения: Международный «Чернобыльский банк тканей» был создан в 1998 г. и содержит биоматериалы 3861 человек, 11254 образцов, репозиторий U.S. Transuranium and Uranium Registries пополняется с 1949 г. и содержит образцы тканей более 400 работников атомной промышленности США.
Результаты экспериментальных и клинических исследований института в эти годы стали основой для международных научных проектов по исследованиям в области радиобиологии, проводившимся вплоть до марта 2022 г.
Владимир Константинович подготовил и издал более ста научных работ, в том числе четыре монографии. Под его научным руководством защищены четыре кандидатские диссертации, он способствовал также защите нескольких докторских диссертаций.
После произошедшей в августе-сентябре 1985 г. в виварии института эпизоотии лабораторных крыс и мышей Владимир Константинович был вынужден уволиться по собственному желанию с должности заведующего филиала. Продолжал заведовать патоморфологической лабораторией ФИБ-1 до выхода на пенсию в 1993 г.
Адреса проживания в Озерске: ул. Советская, 17; Комсомольский проезд, 6; ул. Угловая, 7, ул. Царевского, 7.
В. К. Лемберг ушел из жизни 22 июня 1998 г.

## Семья
- Отец — Лемберг Константин Фёдорович (Москва, 21.05.1882 — 1968). Предки родом из латышских крестьян. Рабочий московских заводов с 15 лет. Много и широко занимался самообразованием, особенно в области театрального и изобразительного искусства. В 1902 году окончил Пречистенские рабочие курсы, в том же году арестован и сослан за распространение нелегальной литературы и участие в рабочем движении. Член РСДРП с 1904 года, активный участник революции 1905 года, убеждённый коммунист. После Октябрьской революции — в Мосэнерго на культурно-просветительской и партийной работе (редактор заводской газеты, руководитель драмкружка, заведующий парткабинетом и т.д.). В течение ряда лет был членом художественного совета театра им. Вахтангова. Кавалер ордена Ленина и ордена Трудового Красного Знамени. Персональный пенсионер.
- Мать — Лемберг (в девичестве Терешина) Наталья Артамоновна (д. Ильинка, Тамбовская обл., 1879 — 1950). Из семьи разночинцев тамбовской губернии. Работала белошвейкой в московских модных мастерских. С 1910 года по окончании курсов кройки и шитья в Париже получила звание учительницы народных училищ. До революции и при советской власти преподавала в школах, обучая девочек швейному мастерству.
- Первая жена — Голубева Ирина Викторовна, также обучалась в 1-м Московском медицинском институте, брак заключен 1941 г., расторгнут в 1945 г.
- Вторая жена Лемберг (Нейфельд) Ольга Евгеньевна (Москва, 1922- ), смогла прибыть в Челябинск-40 только в 1955 г. Отец жены Нейфельд Евгений Абрамович (1894—1939), работал на Амурстальстрое техническим директором; мать жены Нейфельд (Осипова) Елизавета Кузьминична (1892 — 1928), домохозяйка.
  - Сын — Лемберг Андрей Владимирович (1949, Москва), окончил Пермский государственный университет, инженер-гидролог. Один из руководителей работ по консервации водоема В-9 Теченского каскада водоемов.
  - Сын — Лемберг Константин Владимирович (02.03.1955, Челябинск-40 — 01.01.2022, Озерск), окончил Свердловский медицинский институт, врач-психиатр ЦМСЧ-71. Ученик проф. М. Е. Бурно. Врач высшей категории (1996)[14].

## Награды и почётные звания
- медаль «За боевые заслуги» (10.06.1942)[2]
- Орден Красной Звезды (08.03.1944)[3]
- Орден Отечественной войны II степени (04.10.1944)[4]
- Медаль «За трудовую доблесть» (1951)
- Орден «Знак почёта» (1954)
- Орден Трудового Красного знамени (1961)